# 瘤頭爪獸屬
瘤頭爪獸屬是已滅絕的爪獸科下的一屬，生存於中新世時期的北美洲，化石發現於美國華盛頓州及奧勒岡州的阿斯托里亞層。

## 命名學
瘤頭爪獸屬的學名「Tylocephalonyx」來自於希臘語的「tylos」，意思為「瘤」、「cephalos」，意思為「頭」、「onyx」，意思為「爪子」。

## 描述
瘤頭爪獸屬具有圓頂狀的頭顱，這屬於裂爪獸亞科物種的共同特徵，但以本屬的顱頂最為突出。然而，化石數量並不足以確認是否雄性與雌性均具有此特徵，不過爪獸科物種普遍存在兩性異形，因此有可能僅有雄性具有圓頂狀的頭顱。
瘤頭爪獸屬特殊的頭顱與同樣以滅絕的厚頭龍類似，可做為種內競爭使用，但目前仍不確定是否能與現存的大角羊一樣直接對撞。由於這樣的對撞需要特化的顱骨特徵來於對撞時保護顱內的腦部及頸椎，但瘤頭爪獸屬的顱骨缺乏這樣的構造，因此推測牠們圓頂狀的頭顱僅能作為展示或是從側面捶打身體的功能。